# Luis Eduardo Aute
Luis Eduardo Aute Gutiérrez, född 13 september 1943 i Manila på Filippinerna, död 4 april 2020 i Madrid, var en spansk musiker, filmare, skulptör, målare och poet.

## Al alba
Al alba är Autes mest kända låt. Den skrev han under Francos sista tid 1974-1975. Han tänkte skriva om en avrättning, men han kom inte på några idéer. Då började han skriva en kärlekssång till ett annat projekt.
Sångerskan Rosa León hade sjungit tidigare sånger skrivna av Aute. När hon såg Al alba valde hon den och menade att den skildrar en som väntar på sin avrättning. På konserterna tillägnade hon den de som avrättades den 27 september. Sången spelades in av León den 1975 i albumet Al alba och sedan av Aute 1978 i albumet Albanta.
Al alba är skriven som en kärleksballad men har metaforer som kopplar till väntan på avrättningen såsom "tusentals tysta gamar lyfter sina vingar" och "Jag känner att efter natten kommer den längsta natten.".

## Diskografi

### Singlar från den första epoken
- Don Ramón / Made in Spain (RCA-Victor, 1967)
- Aleluya #1 / Rojo sobre negro (RCA-Victor, 1967)
- Al-leluia #1 / Roig damunt el negre  (RCA-Victor, 1967)
- Mi tierra, mi gente / Los ojos (RCA-Victor, 1968)
- Los burgueses / Me miraré en tu cuerpo (RCA-Victor, 1968)
- Clamo al firmamento (Aleluya #2) / Ausencia / Labrador (RCA-Victor, 1968)
- Yo pertenezco / Dónde estará la verdad (RCA-Victor, 1968)
- Tiempo de amores / Sí, sí, señor (RCA-Victor, 1968)

### LP eller CD

#### Studioinspelningar
- Diálogos de Rodrigo y Gimena (RCA-Victor, 1968)
- 24 canciones breves (1967-68) (RCA-Victor, 1968)
- Rito (Ariola, 1973)
- Espuma (Ariola, 1974)
- Babel (Ariola, 1975)
- Sarcófago (Ariola, 1976)
- Forgesound, med Jesús Munárriz(es) (Ariola, 1977)
- Albanta(es) (Ariola, 1978)
- De par en par (Ariola, 1979)
- Alma (Movieplay, 1980)
- Fuga (Movieplay, 1981)
- Cuerpo a cuerpo (Ariola, 1984)
- Nudo (Ariola, 1985)
- Templo (Ariola, 1987)
- Segundos fuera (Ariola, 1989)
- Ufff! (Ariola, 1991)
- Slowly (Ariola, 1992)
- Animal uno (Libro-disco 1994)
- Alevosía (Virgin, 1995)
- Aire/Invisible (Virgin, 1998)
- Alas y balas (Virgin, 2003)
- El desenterrador de vivos (Libro-disco , 2007 med Fernando Polavieja)
- A día de hoy (BMG Ariola, 2007)
- Intemperie (Sony Music, 2010)
- El niño que miraba el mar (Sony Music, 2012)
- Aute canta a Oroza (Libro-disco,2018)

#### Konsertinspelningar
- Entre amigos (Movieplay, 1983)
- Mano a mano, med Silvio Rodríguez (Ariola, 1993)
- Humo y azar (BMG Ariola, 2007)
- De la luz y la sombra (Sony Music, 2018)

#### Samlingsalbum
- Álbum 1966-67 (RCA, 1972)
- 20 canciones de amor y un poema desesperado (Ariola, 1986)
- Paseo por el amor y el deseo (Ariola, 1996)
- Querencias (Virgin, 2001)
- Auterretratos, vol. 1 (BMG Ariola, 2003)
- Auterretratos, vol. 2 (BMG Ariola, 2005)
- Memorable cuerpo (Sony BMG, 2008)
- Auterretratos, vol. 3 (BMG Ariola, 2009)
- Auteclàssic, med Joan Isaac(es) (2009)

### Med andra artister
- Tercer festival de la Nueva Canción Latinoamericana(es) (Discos Pentagrama, 1984)
- Todas las voces todas(es) (1996)
- Canto por el cambio(es) (2004)
- Manual para olvidados(es) (2013)

## Diktsamlingar
- La matemática del espejo (Edició Ángel Caffarena, Málaga, 1975)
- La liturgia del desorden (Hiperión, Madrid, 1978)
- animaLuno (Editorial El Europeo/Allegro, Madrid, 1994). Skiva och bok.
- animaLdos (Plaza/Janés, Madrid, 1999). Bok och video.
- animaLtresD (Siruela, 2005)
- animaLhito (Siruela, 2007)
- No hay quinto aniMaLo (Siruela, 2010)
- El sexTo animal (Espasa, 2016)

Samlingsutgåvor:
- Claroscuros y otros pentimentos (Pigmalión, 2014)
- Toda la poesía (Espasa, 2017)

## Filmografi
- Senses (kortfilm, 1961)
- Días de viejo color (1967)
- Minutos después (kortfilm, 1970)
- Chapuza 1 (1971)
- A flor de piel (kortfilm, 1975)
- La viuda andaluza (1976), kompositör
- Los viajes escolares (1976), kompositör
- Esposa y amante (1977), kompositör
- In memoriam (1977), kompositör
- Mi hija Hildegart (1977), kompositör
- ¡Arriba Hazaña! (1978), kompositör
- El hombre de moda (1980), kompositör
- El muro de las lamentaciones (kortfilm, 1986)
- El vivo retrato(es) (1986)
- La pupila del éxtasis (1989)
- Un perro llamado Dolor (2001), regissör
- Delirios de amor (1986), regissör och manusförfattare
- El niño y el basilisco (2012)
- Tras Nazarín (2015), skådespelare och kompositör[13]
- Vincent y el giraluna (2015)

## Utställningar

### Egna
- 1960: Galería Alcón, Madrid
- 1962: Galería Quixote, Madrid
- 1963: Galería Grin-gho, Madrid
- 1964: Galería Juárez, Palm beach, Florida. Galería Grin-gho, Madrid
- 1966: Galería Juárez, Palm Beach, Florida. Galería Juárez, Los Ángeles, California. Galería Syra, Barcelona
- 1968: Galería Quixote, Madrid
- 1971: Galería Cultart, Madrid
- 1972: Diputación provincial de Málaga
- 1973: Galería Tupac, Madrid
- 1974: Galería Internacional de Arte, Madrid. Galería Estiarte, Madrid.
- 1975: Galería Matisse, Barcelona. Sala de exposición de la Ciudadela, Pamplona.
- 1980: Galería Faunas, Madrid
- 1983: Pasión. Galería Kreisler Dos, Madrid. Galería Serrallonga, Barcelona.
- 1984: Galería Joan de Serrallonga, Barcelona
- 1985: Museo de Albacete
- 1986: Templo. Galería Kreisler Dos, Madrid. Museo Municipal de Bellas Artes, Santander
- 1987: Galería D, Barcelona
- 1989: Galería El Foro, Pozuelo de Alarcón, Madrid. Casa de Cultura, Majadahonda, Madrid
- 1991: Can Sisteré, Santa Coloma de Gramanet, Barcelona
- 1992: Galería Dadá, Granada
- 1993: Sala de Arte de la Universidad de Málaga. Sala Garibay, Kutxa, Donostia
- 1994: Sala d'Art Josep Bages, Torres Muntadas, Barcelona
- 1995: Galería Moriarty, Madrid. Sala Vinçon, Barcelona
- 1996: Taller Mayor 28, Madrid. Galería Viciana, Valencia. Galería Aurora, Murcia
- 2004: Aute. Transfiguraciones. Sala de exposiciones de Santo Domingo, Salamanca
- 2004: Fusión. Aute Tránsito 1951-2001. Museo de Huesca.
- 2005: Aute-tránsito. Centro Buñuel de Calanda (Teruel)
- 2008: Transfiguraciones. Museo de Bellas Artes. Havanna, Kuba
- 2008: Intercambio de fluidos. Galería Sharon-Art (León)

### Gemensamma
- 1960: II Certamen Juvenil de Arte, Madrid (Silvermedalj)
- 1965: Bienal de Zaragoza. Les arts en Europe, Bruselas. Biennale de París
- 1967: Bienal de São Paulo
- 1973: 25 Artistas Jóvenes. Galería d'art del Vallés, San Cugat, Barcelona
- 1974: Colectiva de la revista Tropos, Galería Matisse, Barcelona. Colectiva, Galería Kreisler Dos, Madrid. Seleccionado para los Concursos Nacionales de Bellas Artes, Madrid. XXVIII Mostra Internazionale Fondazione Michetti, Francavilla al Mare, Italien (Första pris inom målning)
- 1975: Colectiva, Galería Atienza, Madrid.
- 1982: Colectiva del grupo ABRA, Galería Altex, Madrid. Kermesse Mágica, Galería Altex, Madrid. Kermesse Mágica, Galería Marie Blanchard, Santander
- 1983: ARCO, Madrid
- 1984: ARCO, Madrid. Colectiva del grupo ABRA, Galería Weehuis Neumen, Holanda
- 1985: Poemas autógrafos, Galería Moriarty, Madrid
- 1996: Referente: Goya, Galería Bat, Madrid
- 1998: II Salón Refractario, Galería Buades, Madrid
- 2003: Los colores de la música, invigning: Círculo de Bellas Artes, Madrid (vandringsutställning)